# 綾小路きみまろ 爆笑スーパーライブ第2集! ガンバッテいただきたいの…
『綾小路きみまろ 爆笑スーパーライブ第2集! ガンバッテいただきたいの…』（あやのこうじきみまろ ばくしょうスーパーライブだいにしゅう! ガンバッテいただきたいの…）は、綾小路きみまろのライブ・アルバムである。
2006年1月25日にテイチクエンタテインメントよりリリースされた。

## 解説
- 綾小路きみまろ 爆笑スーパーライブの第2弾。

## 収録曲
1. ご挨拶 (4:32)
2. 人生は幸せ捜し (3:17)
3. 昔ピンピン、今ペンペン (2:45)
4. 美人薄命 (4:58)
5. あれから40年 (6:50)
6. 忘れん坊編 (2:08)
7. 想い出は美しく (2:57)
8. 猫のミーちゃん (4:21)
9. 夫婦の関係 (6:23)
10. 人生の最後は人まかせ (6:07)